# Wolfgang Quickels
Wolfgang Quickels (* 26. Juni 1952 in Wanne-Eickel; † 8. Oktober 2014 in Herne) war ein deutscher Fotograf und Journalist, der das Ruhrgebiet, dessen Strukturwandel und Stadtansichten in Fotos und Büchern dokumentierte.

## Leben
Quickels wuchs in der Eickeler Gartenstadt auf. Nach einem Kunst- und Wirtschaftswissenschaftlichen Studium an der Universität Dortmund begann er 1977 als freier Mitarbeiter bei der Ostvestredaktion der Westdeutschen Allgemeinen Zeitung. 1980 nahm er nach einem Volontariat bei der WAZ Essen seine Tätigkeit als Bildredakteur bei der Westdeutschen Allgemeinen Zeitung auf. 1985 wechselte er in die WAZ Lokalredaktion Herten, 2007 zur WAZ Lokalredaktion Herne-Wanne-Eickel. Seit 1980 waren er und seine spätere Ehefrau Carola, eine Fotografin, ein Paar. 1989 zogen sie mit den beiden Söhnen in ein altes Bergarbeiterhaus in Holsterhausen.
Ab 2010 war er als freier Fotograf tätig, gründete im selben Jahr mit seiner Frau und seinem langjährigen Kollegen Günter Mydlak die halloherne Unternehmens-Gesellschaft und gab trotz langjähriger Erkrankung an einem Mesotheliom mit einem Redaktionsteam die Online-Lokalzeitung halloherne heraus, die seit 2014 von Carola Quickels geführt wird. Quickels starb 2014. Sein Grab befindet sich auf dem städtischen Holsterhauser Friedhof an der Horststraße.

## Werk
Quickels wohnte zeitlebens in Herne, war immer seiner Region verbunden und wählte daraus auch seine Themen: „der nie enden wollende Strukturwandel, das Verschwinden des Bergbaus, die Arbeitskämpfe, die Bewahrung der Industriekultur und die Veränderung der Industrielandschaft Ruhr“. So begleitete er in den Jahren 1987 bis 1997 fotografisch den Arbeitskampf der Bergarbeiter um den Erhalt der Zeche Ewald in Herten, von Aktionen, Protesten und Betriebsversammlungen der Bergleute bis zum Sturm auf die A1. Er dokumentierte die Stilllegung der Kokerei Emscher-Lippe 1/2 in Datteln und den fast vollständigen Abriss der Werkshallen der Flottmann-Werke in Herne. „Sein Stil war – als klassischer Zeitungsfotograf – eher schwarzweiß und journalistisch als farbig und schrill“. „Frühzeitig spürte er den emotionalen Wert, den die verlöschende Industrielandschaft für die Menschen dieser Region besaß“. Diese fotografierte er „nicht als Staffage imposanter industrieller Bauten, sondern als handelndes Objekt“.
1987 erhielt er den 1. Preis des Deutschen Paritätischen Wohlfahrtverbandes beim Fotowettbewerb mit dem Thema: ”Heute schon gelebt?” und 2000 den 2. Preis beim Fotowettbewerb der Emscher Lippe Agentur mit dem Thema: ”Welche Farbe hat der Strom?”
2006 wurde er in das Pixelprojekt Ruhrgebiet mit der Serie „Erst stirbt die Zeche, dann die Stadt“ aufgenommen. Die Fotoserie umfasst 30 Schwarz-Weiß-Fotos im Format 30 mal 45. Die Fotoserien „Hafthaus Herne“, „Im Tal der Ruhr“, „Brockenhaus Herne“ und die Bildserie „Neu für alt – Die Geschichte der Hoheward Siedlung“ fanden ebenfalls Eingang in das Pixelprojekt Ruhrgebiet.
„Wolfgang Quickels hat mit journalistischem Engagement und einer hohen ästhetischen Vorstellungskraft seine Motive und Bildstrecken gewählt“. Er „... gehörte zu den Fotografen, deren Fotos eine bis heute gängige Ästhetik der industriekulturellen Farbfotografie etablierten. Reduziert auf architektonische Linien und Details und mit viel Gespür für das Umgebungslicht wurden die im neuen Glanz erscheinenden Relikte der montanindustriellen Großbauten in Szene gesetzt“.

## Ausstellungen
Einzelausstellungen
- 1995: Hertenbilder, Kreissparkasse Herten
- 2001: Industriekultur im Ruhrgebiet, Zukunftszentrum Herten
- 2002: Ruhrstadt-Industriekultur, Finanzamt Herne
- 2012: Großfoto‐Ausstellung, zusammen mit Christian Kuck und Brigitte Krämer, Schwarzkaue Zeche Ewald[10]
- 2019: Wolfgang Quickels: Fotografie – Retrospektive, Heimatmuseum Unser Fritz[11]

Gruppenausstellungen
- 1988: Bergbaukrise, Kreissparkasse Herten, zusammen mit Kurt Schrage
- 1991: Erste Internationale Fototage in Herten, Lokale Pressefotos im Rathaus Herten
- 2002: Fotos von der Coming Home-Inszenierung des Theaterfestivals Ruhr von Wolfgang Quickels zusammen mit Industriefotos des Bergwerks Ewald von Dietmar Klingenburg im Glashaus und der Direktion der Zeche Ewald
- 2002: Die Bildschirme. Internationales Kunst-Foto-Projekt von Peter Grzan, fotografiert von Brigitte Krämer, Wolfhard Schulz, Wolfgang Quickels, Lo Blickensdorf, Hans Blossey, Maschinenhalle Scherlebeck[12]
- 2006: Kunstbunker Tumulka München
- 2006: Pixelprojekt Ruhrgebiet, Wissenschaftspark Gelsenkirchen mit der Fotoserie Erst stirbt die Zeche, dann die Stadt
- 2007: Pixelprojekt Ruhrgebiet, Wissenschaftspark Gelsenkirchen mit der Fotoserie Im Tal der Ruhr
- 2008: Pixelprojekt Ruhrgebiet, Wissenschaftspark Gelsenkirchen mit der Fotoserie Hafthaus Herne
- 2010: Pixelprojekt Ruhrgebiet, Wissenschaftspark Gelsenkirchen mit der Fotoserie Brockenhaus Herne

## Publikationen (Auswahl)
- Herten. Bildband mit Texten von Gregor Spohr, Bilder von Wolfgang Quickels; Droste, Herten 1992, ISBN 3-9801008-3-9
- Schlosspark Herten – Ein kleines Stück vom Paradies. Bildband mit Texten von Gregor Spohr, Friedrich Duhme, Bilder von Wolfgang Quickels; Droste, Herten 1997, ISBN 978-3-89355-909-1
- Romantisches Ruhrgebiet – Industriekultur zwischen Fachwerk und Fördertürmen. Bildband mit Texten von Wolfgang Schulze, Gregor Spohr, Bilder von Wolfgang Quickels, Hans Blossey; Pompverlag, Bottrop 1997, ISBN 978-3-89355-145-3
- Romantisches Ruhrgebiet – Kirchen und Klöster im Ruhrgebiet. Bildband mit Texten von Wolfgang Schulze, Gregor Spohr, Bilder von Wolfgang Quickels, Hans Blossey; Pompverlag, Bottrop 1999, ISBN 978-3-89355-193-4
- Herten. StadtBildBand. Bildband mit Texten von Gregor Spohr, Bilder von Wolfgang Quickels, Hans Blossey; RDN-Verlag, Recklinghausen 2005, ISBN 978-3-9810120-1-9
- Erst stirbt die Zeche, dann die Stadt. Peter Liedtke, Wolfgang Quickels, Klartext Verlag, Essen 2006
- Es war, es wird. Die Zeche Ewald von 1871 bis 2010 in Geschichte/n und Bildern. Texte von Sybille Raudies, Eberhard Scholz, Bilder von Wolfgang Quickels; RDN-Verlag, Recklinghausen 2007, ISBN 978-3-9810120-3-3
- 100 Objekte Herne: Ein Kunst- und Kulturhistorischer Führer durch die Stadt. Texte von Alexander von Knorre, Bilder von Wolfgang Quickels; JournalistenBüro Herne 2009, ISBN 978-3-9813266-0-4
- Barock & Berge: Der Schlosspark Herten und der Landschaftspark Hoheward. Texte von Stefan Prott, Gregor Spohr, Bilder von Wolfgang Quickels, Hans Blossey;  Prott u. Spohr 2010, ISBN 978-3-9813963-0-0
- Verliebt ins Vest: Der Kreis Recklinghausen. Texte von Stefan Prott, Gregor Spohr, Bilder von Wolfgang Quickels, Hans Blossey; Prott u. Spohr 2012, ISBN 978-3-9813963-3-1
- Auf Crange! – Das Buch zur Kirmes. Wolfgang Berke, Wolfgang Quickels, Klartext Verlag, Essen 2014, ISBN 978-3-8375-1125-3